# Потапов, Егор Николаевич
Его́р Никола́евич Пота́пов (21 сентября 1993, Санкт-Петербург, Россия) — российский футболист, защитник.

## Биография
Воспитанник петербургского футбола. На взрослом уровне начал выступать в составе эстонского «Локомотива» (Йыхви). Его дебют в чемпионате Эстонии состоялся 8 марта 2014 года в матче против «Нымме Калью». По окончании сезона перешёл в клуб литовской А-Лиги «Гранитас». В 2016 году имел предложение из Финляндии, однако не смог получить рабочую визу и вернулся в Санкт-Петербург, где подписал контракт с клубом ЛФЛ «Звезда». В конце 2016 года стал игроком «Дордоя», в составе которого принимал участие в Кубке АФК и стал обладателем Кубка Кыргызстана. 15 февраля 2018 года заключил трудовое соглашение до конца года с ФК «Смолевичи».

## Достижения
- Кубок Кыргызстана: 2017